# Ramón V. Sosa
Gral. Ramón V. Sosa fue un militar mexicano que participó en la Revolución mexicana. Se incorporó al movimiento  constitucionalista desde marzo de 1913, en las fuerzas comandadas por el general Álvaro Obregón. Ya con el grado de coronel se distinguió en la Batalla de Santa Rosa. Hizo con Obregón toda la campaña contra Victoriano Huerta. Sus fuerzas tomaron Irapuato a mediados de 1914. Fue de los designados para ir en comisión a Zacatecas a invitar a los villistas a participar a la Convención de Aguascalientes. 